# Giorgi Aburdżania
Giorgi Aburdżania (gruz. გიორგი აბურჯანია, ur. 2 stycznia 1995 w Tbilisi) – gruziński piłkarz występujący na pozycji pomocnika, reprezentant Gruzji. 

## Kariera klubowa
Swoją karierę piłkarską Aburdżania rozpoczął w klubie Olimpi Rustawi. 1 lipca 2011 awansował do pierwszego zespołu. W Metalurgi Rustawi zadebiutował 8 maja 2011 na stadionie Gulii Tutberidze (Zugdidi) w przegranym 1:3 wyjazdowym meczu pierwszej lidze gruzińskiej z Baią Zugdidi. W Olimpi grał przez jeden rok.
1 lipca 2012 Aburdżania przeszedł do klubu Dila Gori. Zadebiutował w nim 15 grudnia 2012 na stadionie Czele Arena (Kobuleti) w wygranym 2:1 wyjazdowym meczu z Dinamem Batumi. W sezonie 2012/2013 wywalczył wicemistrzostwo Gruzji.
1 stycznia 2014 Aburdżania został zawodnikiem Lokomotiwi Tbilisi. Swój debiut w nim zaliczył 2 marca 2014 na stadionie Saguramos Sapekhburto Kompleksi (Saguramo) w zwycięskim 9:0 domowym meczu z Sulori Wani, w którym strzelił dwa gole. W zespole Lokomotiwi występował przez pół sezonu.
1 lipca 2014 Aburdżania przeszedł do cypryjskiego Anorthosisu Famagusta. Swój debiut w Anorthosisie zanotował 1 września 2014 na stadionie GSP (Nikozja) w przegranym 2:3 wyjazdowym meczu z Omonia Nikozja. W Anorthosisie grał do końca 2015 roku.
6 stycznia 2016 Aburdżania trafił do hiszpańskiego klubu Gimnàstic Tarragona, grającego w Segunda División; kwota odstępnego 150 tys. euro. Zadebiutował w nim 31 stycznia 2016 na stadionie Nou Estadi de Tarragona (Tarragona) w zwycięskim 2:1 domowym meczu z CD Tenerife. 1 sierpnia 2016 podpisał kontrakt z hiszpańskim klubem Sevilla FC, kwota odstępnego 1,80 mln euro; skąd wypożyczony był do CD Lugo i FC Twente.
20 września 2020 podpisał kontrakt z Realem Oviedo, umowa do 30 czerwca 2021; bez odstępnego. 
| Sezon   | Klub                 | Kraj      | Rozgrywki                 | Mecze | Gole |
| ------- | -------------------- | --------- | ------------------------- | ----- | ---- |
| 2010/11 | Metalurgi Rustawi    | Gruzja    | Erownuli Liga             | 3     | 0    |
| 2011/12 | Dila Gori            | Gruzja    | Erownuli Liga             | 0     | 0    |
| 2012/13 | Dila Gori            | Gruzja    | Erownuli Liga             | 5     | 1    |
| 2013/14 | Dila Gori            | Gruzja    | Erownuli Liga             | 12    | 0    |
| 2013/14 | Lokomotiwi Tbilisi   | Gruzja    | Erownuli Liga 2           | 9     | 5    |
| 2014/15 | Anorthosis Famagusta | Cypr      | Protathlima A’ Kategorias | 30    | 2    |
| 2015/16 | Anorthosis Famagusta | Cypr      | Protathlima A’ Kategorias | 12    | 0    |
| 2015/16 | Gimnàstic Tarragona  | Hiszpania | Segunda División          | 16    | 2    |
| 2016/17 | Sevilla Atlético     | Hiszpania | Segunda División          | 13    | 0    |
| 2017/18 | Sevilla Atlético     | Hiszpania | Segunda División          | 22    | 0    |
| 2018/19 | CD Lugo              | Hiszpania | Segunda División          | 23    | 1    |

## Kariera reprezentacyjna
Aburżania grał w młodzieżowych reprezentacjach Gruzji na różnych szczeblach wiekowych. W seniorskiej reprezentacji Gruzji zadebiutował 29 marca 2016 na stadionie Borisa Paiczadze w Tbilisi w zremisowanym 1:1 towarzyskim meczu z Kazachstanem.